# 戴潮春
戴 潮春（たい ちょうしゅん、台湾語：戴 (tè) 潮 (tiâu)春 (chhun)、Dai Chaochun、? - 1864年）は、清朝統治時代の台湾での反乱である戴潮春の乱の指導者。
彰化県四張犁荘（現在の台中市北屯区四張犁）出身、祖先は福建省漳州の出身。地主出身で、裕福な家庭に育つ。1861年、盗賊からの防衛のため彰化県の知県高廷鏡から団練の組織を委託され、天地会のメンバーを吸収した結果、数ヶ月たつと10万人に膨れ上がった。この組織を近くの八卦山にちなんで、八卦会と称した。
1862年、高廷鏡が離任したが、後任の知県雷以鎮も継続して戴潮春に治安維持の任務を任せた。しかし八卦会は巨大になりすぎ、トラブルが頻発するようになった。4月に八卦会のメンバーがもめ事をおこし、彰化を巡視していた台湾道孔昭慈に殺害される事件がおきた。戴潮春は報復を決意し、彰化に攻め込んで孔昭慈を殺害し、大元帥を称した。
その後台中県・苗栗県などを支配下におさめ、多くの地方で呼応するものが現れた。ただし霧峰郷の名家である林家は戴家と長年の対立関係にあったため参加しなかった。鹿港鎮では漳州出身者と泉州出身者との対立が顕在化し、八卦会内部の泉州出身者が内応するようになった。
1863年になると清軍の反撃が開始され、福建提督林文察（霧峰林家出身）と新任の台湾道丁曰健によって11月には彰化城が陥落し、翌年1月に戴潮春は投降して処刑された。
戴潮春は死んだものの、太平天国の乱の余波が収まっていない状態で十分に鎮圧することができず、最終的に鎮圧されたのは1867年になってからであった。